# 北浜郵便局
北浜郵便局（きたはまゆうびんきょく）
- 大阪府大阪市中央区にある郵便局。本記事にて記述する。
- 北海道網走市にある郵便局。局番号は99033。

北浜郵便局（きたはまゆうびんきょく）は、大阪府大阪市中央区にある郵便局。民営化前の分類では無集配普通郵便局であった。

## 概要
住所：〒541-0042 大阪府大阪市中央区今橋2-3-21（藤浪ビル1階）

### 分室
- 高等裁判所内分室 (41004A)（北緯34度41分44.7秒 東経135度30分14.3秒 / 北緯34.695750度 東経135.503972度）  - 大阪高等裁判所1階に設置。

## 沿革
- 1882年（明治15年） - 大阪郵便局北浜通二丁目分局として開設[1]。
- 1883年（明治16年）3月 - 大阪郵便局北浜分局に改称。
- 1884年（明治17年）3月18日 - 大阪今橋郵便受取所となる。
- 1898年（明治31年）2月16日 - 大阪北浜郵便受取所に改称。
- 1905年（明治38年）4月1日 - 大阪北浜郵便局（三等）となる。
- 19xx年 - 北浜郵便局に改称。
- 1990年（平成2年）3月23日 - 花の万博の開催に合わせ、大阪市周辺の主な郵便局40局において、風景印を花をかたどった変形印に変更（当局は中央区の花である梅）。
- 1994年（平成6年）7月1日 - 外国通貨の両替および旅行小切手の売買に関する業務取扱を開始[2]。
- 2001年（平成13年）4月9日 - 中央区北浜一丁目8-16から同区今橋二丁目3-21に移転。
- 2007年（平成19年）7月30日 -  大阪中央郵便局高等裁判所内分室 (41061C) が移管され、北浜郵便局高等裁判所内分室 (41004A) となる[3]。
- 2007年（平成19年）10月1日 - 民営化。
- 2012年（平成24年）10月1日 - 日本郵便株式会社発足。

## 取扱内容
- 郵便、印紙、ゆうパック、内容証明
- 貯金、為替、振替、振込、国際送金、国債、投資信託
- 生命保険、バイク自賠責保険
- 地方公共団体事務（大阪市ごみ処理券の販売、市バス・地下鉄優待乗車証の交付）
- ゆうちょ銀行ATM

## 風景印
- 図柄は梅の花の外枠に（変形印）に大阪証券取引所正面、難波橋欄干のライオン像。局名表記は「北浜」
- 使用開始日は1990年（平成2年）3月30日

## 周辺
- 日本郵政グループ大阪ビル（旧日本郵政公社近畿支社、旧近畿郵政局）
  - 日本郵便株式会社近畿支社
  - ゆうちょ銀行大阪支店（統括機能のみ、窓口は大阪駅前第1ビル2F（大阪中央郵便局の階上）に設置）
  - かんぽ生命保険大阪支店
  - 北浜東郵便局
- 大阪証券取引所
- 堺筋
  - 難波橋
- 土佐堀通
- 中之島公園

## アクセス
- 京阪本線・地下鉄堺筋線 北浜駅から南へ150m（徒歩約3分）
- 京阪中之島線 なにわ橋駅から南へ250m（徒歩約6分）
- 大阪シティバス 北浜2丁目停留所から南へ150m
- 駐車場なし